# سابرينا (فلم 1995)
سابرينا (بالإنجليزية: Sabrina) هو فيلم درامي كوميدي رومانسي أمريكي أُنتج عام 1995، من إخراج باربرا بنديك وديفيد ريفيل. الفيلم هو طبعة جديدة لفيلم 1954 سابرينا الذي اشترك في تأليفه وإخراج بيلي وايلدر، وقام ببطولته همفري بوغارت وأودري هيبورن وويليام هولدن، والتي استندت بدورها إلى مسرحية تحمل اسم سابرينا فير.

## روابط خارجية
- سابرينا على موقع IMDb (الإنجليزية)
- سابرينا على موقع ميتاكريتيك (الإنجليزية)
- سابرينا على موقع الموسوعة البريطانية (الإنجليزية)
- سابرينا على موقع روتن توميتوز (الإنجليزية)
- سابرينا على موقع نتفليكس (الإنجليزية)
- سابرينا على موقع قاعدة بيانات الأفلام العربية
- سابرينا على موقع ألو سيني (الفرنسية)
- سابرينا على موقع Turner Classic Movies (الإنجليزية)
- سابرينا على موقع أول موفي (الإنجليزية)
- سابرينا على موقع بوكس أوفيس موجو (الإنجليزية)